# Constantino Dragases

Constantino Dragases (em cirílico sérvio: Константин Дејановић - Konstantin Dejanović; fl. 1365-1395) foi um magnata sérvio que governou uma grande província na região oriental da Macedônia como vassalo do Império Otomano na época da queda do Império Sérvio. Ele sucedeu ao seu irmão mais velho, João Dragases, que já era vassalo dos otomanos desde a Batalha de Maritsa (1371), na qual boa parte da nobreza sérvia foi aniquilada. Os irmãos mantiveram um governo próprio e cunharam moedas de acordo com o estilo dos Nemânia. Sua filha, Helena Dragasa (Jelena) se casou com o imperador bizantino Manuel II Paleólogo em 1392. Constantino caiu na Batalha de Rovine em 17 de maio de 1395 lutando pelos otomanos contra a Valáquia juntamente com outros magnatas sérvios como Estêvão Lazarević e Marco Mrnjavčević.
O neto de Constantino e o último imperador bizantino, Constantino XI Paleólogo , foi batizado em sua homenagem e utilizava o nome Dragases junto ao seu.

## História

Bálcãs em 1400

### Primeiros anos
O pai de Constantino era um déspota e um sebastocrator chamado Dejan que governava a região de Kumanovo sob o governo de Estêvão Uresis IV (r. 1331–1355). A mãe de Constantino, Teodora Nemânica, era meia-irmã de Duxã (Dušan). Seus avôs maternos eram o rei Estêvão Uresis III (r. 1321–1331) e Maria Paleóloga.

### Reinado
Por volta de 1365, João Dragases, irmão mais velho de Constantino, estava defendendo Štip e Estrúmica. João fora elevado a déspota pelo imperador Uresis V antes de 1373 da mesma forma que o imperador Estêvão Uresis IV havia elevado Dejan, o pai dos irmãos. Fontes otomanas relatam que, em 1373, o exército otomano coagiu "Saruyar" (João), da região do alto Estrimão, a reconhecer-se como vassalo. Constantino havia ajudado o irmão a governar suas terras e, quando ele morreu em 1378-1379, o sucedeu, conseguindo juntar ao seu domínio grandes porções do nordeste da Macedônia e do vale do Estrimão.
Ele cunhou moedas como fizera o irmão. A família Dragases doou generosamente para diversos mosteiros em Monte Atos, incluindo Hilandar, Pantaleão (Rossikon) e Vatopédi. Em 10 de fevereiro de 1392, sua filha, Helena Dragasa (Jelena), se casou com Manuel II Paleólogo e, no dia seguinte, foram ambos coroados pelo patriarca Antônio IV de Constantinopla.
Depois da Batalha de Maritsa, os sérvios foram forçados à vassalagem, mas mantiveram as ligações próximas que já tinham com os vizinhos cristãos, incluindo o Império Bizantino. Em 1395, junto com seu vizinho e aliado, o rei sérvio de Prilepo Marco, Constantino foi morto lutando pelo sultão otomano Bajazeto I contra Mircea I em Rovine, perto de Craiova. Os otomanos batizaram a capital de Constantino, Velbažd/Velbužd, em homenagem a ele: Köstendil (a atual cidade búlgara de Kyustendil).

## Família
Constantino Dragases se casou duas vezes. Alguns teorizam que sua primeira esposa teria sido Kera Tamara, a filha do czar João Alexandre da Bulgária, que se casou com um déspota chamado Constantino, mas a teoria vem sendo refutada pelos historiadores. Sua segunda esposa foi Eudóxia de Trebizonda, filha do imperador Aleixo III de Trebizonda e Teodora Cantacuzena. Com a primeira esposa, Constantino teve pelo menos uma filha e, possivelmente, um filho:
- Helena Dragasa (Jelena Dragaš - posteriormente, já como freira, Hipômona), que se casou com o imperador bizantino Manuel II Paleólogo e morreu em 13 de maio de 1450. Eles tiveram muitos filhos, incluindo os dois últimos imperadores bizantinos. Um deles, Constantino XI, adicionou o nome Dragases (em grego Dragases) ao seu.[4]

## Legado
Constantino é venerado na poesia épica sérvia como Beg Kostadin (nos poemas ele recebeu o título de bei por ter se tornado um vassalo otomano).